# アセチルピラジン
アセチルピラジン（英: Acetylpyrazine）は、ピラジンにアセチル基が結合した有機化合物である。

## 用途
2-アセチルピラジンは食品用や電子タバコ用香料として使われるほか、医薬品・農薬の中間体となる。天然にはピーナッツ、ポップコーン、ゴマなどに含まれる。

## 合成
工業的には、エーテルを溶媒として2-シアノピラジンとグリニャール試薬を反応させる方法、2-アルコキシカルボニルメチルカルボニルピラジン類を水と反応させる方法がある。